# Rasmus Beck
Rasmus „sjuush“ Beck (* 3. Januar 1999) ist ein dänischer E-Sportler in der Disziplin Counter-Strike 2, nachdem er zuvor bereits in der Disziplin Counter-Strike: Global Offensive aktiv war.

## Karriere
Beck begann seine Karriere im November 2017 beim Team Ambush E-Sport. Im folgenden Jahr wechselte er zunächst zum Clan GoldenGitte, bevor er im März zum Team Squared Esports wechselte. Im Oktober kehrte er zu GoldenGitte zurück.
Im Februar 2019 wechselte Beck zur dänischen Organisation Tricked Esport. Mit seinem neuen Team siegte er beim V4 Future Sports Festival - Budapest 2019, zudem erreichte er das Finale bei der Good Game League 2019, der WePlay! Forge of Masters Season 2 und der DreamHack Open Winter 2019. Überdies erzielte er den 3.–4. Platz bei den Copenhagen Games 2019 und der DreamHack Open Summer 2019. Im Dezember wurde er mit seinem Team von der spanischen Organisation Mad Lions verpflichtet. Im ersten Turnier unter seinem neuen Clan erreichte er den 3.–4. Platz bei der DreamHack Open Sevilla 2019.
2020 gewann Beck die Flashpoint Season 1. Des Weiteren erreichte er das Halbfinale bei der DreamHack Open Leipzig 2020 und der ICE Challenge 2020. Im Februar des folgenden Jahres wechselte er zu Heroic. Die ESL Pro League Season 13, welche das erste Turnier mit seinem neuen Team war, konnte er direkt gewinnen. In diesem Jahr konnte er zudem das Halbfinale bei der DreamHack Masters Spring 2021, der ESL Pro League Season 14 und im PGL Major: Stockholm 2021 erzielen. Seine Teilnahme am PGL Major: Stockholm 2021, war zudem auch seine erste Teilnahme an einem Major.
2022 siegte Beck bei der Pinnacle Winter Series #3, der Pinnacle Cup Championship und dem Blast Premier: Fall Finals 2022. Im PGL Major Antwerp 2022 erreichte er das Viertelfinale, während er im IEM Major: Rio 2022 im Finale gegen Outsiders scheiterte. Überdies beendete er die IEM Katowice 2022 im Halbfinale. Im folgenden Jahr erreichte er zunächst in der Intel Extreme Masters Katowice 2023 und dem Intel Extreme Masters Rio 2023 das Finale. Im BLAST.tv Major: Paris 2023, dem letzten Major-Turnier in Counter-Strike: Global Offensive, belegte Beck den 3.–4. Rang. Anschließend siegte er im Blast Premier: Spring Final 2023. Überdies belegte er den 3.–4. Platz in der Intel Extreme Masters Dallas 2023 und der Gamers8 2023.
2024 erzielte er den zweiten Rang bei der Elisa Masters Espoo 2024 und der Thunderpick World Championship 2024. Des Weiteren erreichte er das Halbfinale bei der BetBoom Dacha Belgrade 2024 #1 und der Intel Extreme Masters Rio 2024. Im PGL Major: Kopenhagen 2024 erzielte er den 12.–14. Platz und im Perfect World Major: Shanghai 2024 den 5.–8. Rang.
Im Januar 2025 wechselte Beck zu Ninjas in Pyjamas.

## Erfolge
Die folgende Tabelle zeigt die wichtigsten Erfolge von Beck. Da Counter-Strike in Fünferteams gespielt wird, entsprechen die dargestellten Preisgelder einem Fünftel des gewonnenen Gesamtpreisgeldes des jeweiligen Teams.
| Jahr | Platz   | Turnier                                         | Team         | Preisgeld   |
| ---- | ------- | ----------------------------------------------- | ------------ | ----------- |
| 2019 | 3. – 4. | Copenhagen Games 2019                           | Team Tricked | 065.000 DDK |
| 2019 | 3. – 4. | DreamHack Open Summer 2019                      | Team Tricked | 02.000 $    |
| 2019 | 2.      | Good Game League 2019                           | Team Tricked | 04.000 €    |
| 2019 | 1.      | V4 Future Sports Festival - Budapest 2019       | Team Tricked | 030.000 €   |
| 2019 | 2.      | WePlay! Forge of Masters Season 2               | Team Tricked | 04.000 $    |
| 2019 | 2.      | DreamHack Open Winter 2019                      | Team Tricked | 04.000 $    |
| 2019 | 3. – 4. | DreamHack Open Sevilla 2019                     | Mad Lions    | 02.000 $    |
| 2020 | 3. – 4. | DreamHack Open Leipzig 2020                     | Mad Lions    | 02.000 $    |
| 2020 | 3. – 4. | ICE Challenge 2020                              | Mad Lions    | 05.000 $    |
| 2020 | 1.      | Flashpoint Season 1                             | Mad Lions    | 0100.000 $  |
| 2021 | 1.      | ESL Pro League Season 13                        | Heroic       | 040.000 $   |
| 2021 | 3. – 4. | DreamHack Masters DreamHack Masters Spring 2021 | Heroic       | 04.000 $    |
| 2021 | 3. – 4. | ESL Pro League Season 14                        | Heroic       | 011.000 $   |
| 2021 | 3. – 4. | PGL Major: Stockholm 2021                       | Heroic       | 028.000 $   |
| 2022 | 3. – 4. | IEM Katowice 2022                               | Heroic       | 016.000 $   |
| 2022 | 1.      | Pinnacle Winter Series #3                       | Heroic       | 08.000 $    |
| 2022 | 1.      | Pinnacle Cup Championship                       | Heroic       | 030.000 $   |
| 2022 | 2.      | IEM Major: Rio 2022                             | Heroic       | 034.000 $   |
| 2022 | 1.      | Blast Premier: Fall Finals 2022                 | Heroic       | 040.000 $   |
| 2023 | 2.      | IEM Katowice 2023                               | Heroic       | 036.000 $   |
| 2023 | 2       | Intel Extreme Masters Rio 2023                  | Heroic       | 08.400 $    |
| 2022 | 3. – 4. | BLAST.tv Major: Paris 2023                      | Heroic       | 016.000 $   |
| 2023 | 3. – 4. | Intel Extreme Masters Dallas 2023               | Heroic       | 04.000 $    |
| 2023 | 1.      | Blast Premier: Spring Final 2023                | Heroic       | 040.000 $   |
| 2023 | 3. – 4. | Gamers8 2023                                    | Heroic       | 016.000 $   |
| 2024 | 3. – 4. | BetBoom Dacha Belgrade 2024 #1                  | Heroic       | 010.000 $   |
| 2024 | 3. – 4. | Intel Extreme Masters Rio 2024                  | Heroic       | 04.000 $    |
| 2024 | 2.      | Elisa Masters Espoo 2024                        | Heroic       | 08.000 $    |
| 2024 | 2.      | Thunderpick World Championship 2024             | Heroic       | 030.000 $   |